# Gräfin de Castro
Gräfin de Castro ist ein deutscher Detektivfilm aus dem Jahre 1916 der Filmreihe Stuart Webbs.

## Handlung
Eine Dame von offensichtlich hohem Stand wird im geistig verwirrten Zustand im Wald gefunden und zwecks Untersuchung in die nächste Nervenheilanstalt eingewiesen. Meisterdetektiv Stuart Webbs wird hinzugebeten, um die Identität „der Irren“, wie man sie bald nennt, festzustellen. Er findet heraus, dass die Dame eine Gräfin de Castro ist und sich mit ihrem Mann auf einer Burg befand. Dorthin hatte sie ein ehemaliger Freund ihres Gatten, ein gewisser Herr de Mondro, eingeladen.
Dieser de Mondro führte aber nichts Gutes im Schilde. Im Schloss kaum angekommen, sperrte der Burgherr Graf de Castro in ein Verlies und versuchte, sich an der Gräfin zu vergehen: Diese aber wehrte sich mit einer burgeigenen Hellebarde und tötete den ruchlosen Schurken in Notwehr. Unter Schock rannte sie von der Burg in den nahen Wald, wo sie schließlich zusammenbrach und später ohnmächtig aufgefunden wurde. Webbs eilt zum Schloss und befreit den Grafen aus seinem Verlies.

## Produktionsnotizen
Gräfin de Castro ist der 13. Film dieser Reihe und wurde im Stuart Webbs-Film-Atelier in Berlin-Weißensee gedreht. Nach dem Passieren der Zensur im November 1916 wurde er mit Jugendverbot belegt und noch im selben Jahr im Marmorhaus uraufgeführt. In Österreich-Ungarn (Wien) lief Gräfin de Castro am 15. Dezember 1916 an. Der Film besaß vier Akte und war in Deutschland 1323 und in Österreich-Ungarn rund 1500 Meter lang, das entspricht einer Spieldauer von etwa 64 respektive 73 Minuten.
Der Film lief auch unter dem Untertitel "Die Irre".

## Kritik
In Paimann’s Filmlisten ist zu lesen: "Stoff spannend, Photos und Szenerie sehr gut, Spiel ausgezeichnet".